# Angelo Niculescu
Angelo Niculescu (1 de outubro de 1921 — 20 de junho de 2015) foi um futebolista e treinador de futebol romeno.
Jogou, entre outras equipes, pelo FC Dinamo București. Como treinador, além do Dinamo, também treinou Steaua București. Entre 1967 e 1973, comandou a Romênia, fazendo-a disputar a Copa do Mundo de 1970. Disputou três partidas: foi derrotado pela Inglaterra por 0–1, venceu a Tchecoslováquia por 2–1 e foi derrotado pelo Brasil por 2–3.
Foi considerado pela FIFA o precursor do Tiki-taka.
A excursão da Seleção Romena pela América do Sul, especialmente na cidade do Rio de Janeiro, entre 1969 e 1970 foi marcante para ele, que se encantou com o país.